# شتيتفورت
شتيتفورت (بالألمانية: Stettfurt) هي إحدى بلديات مقاطعة فراونفيلد في كانتون تورغاو في سويسرا. تبلغ مساحتها 6.36 كيلومتر مربع، ويقدر عدد سكانها بـ 1164 نسمة (حسب تعداد ديسمبر 2015).